# Meridià 53 a l'oest
El meridià 53 a l'oest de Greenwich és una línia de longitud que s'estén des del pol Nord travessant l'oceà Àrtic, Groenlàndia, Amèrica del Sud, l'oceà Atlàntic, l'oceà Antàrtic, i l'Antàrtida fins al pol Sud.
A l'Antàrtida, el meridià defineix el límit oriental de la reclamacions territorials a l'Antàrtida de Xile i passa pels territoris reclamats pel Regne Unit i l'Argentina: les tres reclamacions es superposen. També defineix el límit occidental de la reclamació no oficial del Brasil.
El meridià 53 a l'oest forma un cercle màxim amb el meridià 127 a l'est. Com tots els altres meridians, la seva longitud correspon a una semicircumferència terrestre, uns 20.003,932 km. Al nivell de l'Equador, és a una distància del meridià de Greenwich de 5.900 km.

## De Pol a Pol
Començant en el pol Nord i dirigint-se cap al pol Sud, aquest meridià travessa:
| Coordenades                             | País, territori o mar | Notes |
| --------------------------------------- | --------------------- | --- |
| 90° 0′ N, 53° 0′ O / 90.000°N,53.000°O  | Oceà Àrtic            | |
| 83° 38′ N, 53° 0′ O / 83.633°N,53.000°O | Mar de Lincoln        | |
| 82° 19′ N, 53° 0′ O / 82.317°N,53.000°O | Groenlàndia           | illa Hendrik |
| 82° 5′ N, 53° 0′ O / 82.083°N,53.000°O  | Fiord Sanki George    | |
| 81° 49′ N, 53° 0′ O / 81.817°N,53.000°O | Groenlàndia           | Continent i les illes de Qeqertarsuaq i Upernivik |
| 71° 9′ N, 53° 0′ O / 71.150°N,53.000°O  | Fiord Uummannaq       | |
| 70° 46′ N, 53° 0′ O / 70.767°N,53.000°O | Groenlàndia           | Península de Nuussuaq |
| 70° 18′ N, 53° 0′ O / 70.300°N,53.000°O | Estret de Sullorsuaq  | |
| 70° 5′ N, 53° 0′ O / 70.083°N,53.000°O  | Groenlàndia           | Illa de Disko |
| 69° 20′ N, 53° 0′ O / 69.333°N,53.000°O | Badia de Disko        | |
| 68° 40′ N, 53° 0′ O / 68.667°N,53.000°O | Groenlàndia           | Passa a través del continent i nombroses illes de la costa, incloses Saqqarliup Nunaa, Aamat, Sermersut i Maniitsoq |
| 65° 26′ N, 53° 0′ O / 65.433°N,53.000°O | Oceà Atlàntic         | Passa a l'est de la península de Bonavista, Terranova i Labrador, Canadà (at 48° 35′ N, 53° 0′ O / 48.583°N,53.000°O) |
| 48° 7′ N, 53° 0′ O / 48.117°N,53.000°O  | Canadà                | Terranova i Labrador — Península Bay de Verde a l'illa de Terranova |
| 47° 59′ N, 53° 0′ O / 47.983°N,53.000°O | Badia de Conception   | |
| 47° 38′ N, 53° 0′ O / 47.633°N,53.000°O | Canadà                | Terranova i Labrador — Illa Bell |
| 47° 36′ N, 53° 0′ O / 47.600°N,53.000°O | Badia de Conception   | |
| 47° 31′ N, 53° 0′ O / 47.517°N,53.000°O | Canadà                | Terranova i Labrador — Península d'Avalon a l'illa de Terranova |
| 46° 45′ N, 53° 0′ O / 46.750°N,53.000°O | Oceà Atlàntic         | |
| 5° 28′ N, 53° 0′ O / 5.467°N,53.000°O   | França                | Guaiana Francesa |
| 2° 10′ N, 53° 0′ O / 2.167°N,53.000°O   | Brasil                | estat d'Amapá Pará — des de 0° 2′ N, 53° 0′ O / 0.033°N,53.000°O Mato Grosso — des de 9° 41′ S, 53° 0′ O / 9.683°S,53.000°O estat de Goiás — des de 16° 51′ S, 53° 0′ O / 16.850°S,53.000°O Mato Grosso do Sul — des de 18° 19′ S, 53° 0′ O / 18.317°S,53.000°O São Paulo — per uns 10 km des de 22° 30′ S, 53° 0′ O / 22.500°S,53.000°O Paraná — des de 22° 35′ S, 53° 0′ O / 22.583°S,53.000°O Santa Catarina — des de 26° 21′ S, 53° 0′ O / 26.350°S,53.000°O Rio Grande do Sul— des de 27° 8′ S, 53° 0′ O / 27.133°S,53.000°O |
| 33° 28′ S, 53° 0′ O / 33.467°S,53.000°O | Oceà Atlàntic         | |
| 60° 0′ S, 53° 0′ O / 60.000°S,53.000°O  | Oceà Antàrtic         | |
| 76° 49′ S, 53° 0′ O / 76.817°S,53.000°O | Antàrtida             | Antàrtida Argentina, reclamat per Argentina · Territori Antàrtic Britànic, reclamat per Regne Unit |